# Río Buëch
El río Buëch (en occitano Buech) es un río de Francia, afluente del río Durance por la derecha. Nace en los Alpes a 2005 m sobre el nivel del mar, cerca del Col de la Croix-Haute, en el departamento de Drôme. Desemboca en el Durance en Sisteron (Alpes de Alta Provenza), tras un curso de 90 km. Su cuenca tiene una superficie de 1490 km².
Aunque nace en Drôme y desemboca en Alpes de Alta Provenza, la mayor parte de su recorrido discurre por el departamento de Altos Alpes, donde su cuenca forma la comarca de Bochaine o Pays du Buëch. No hay grandes poblaciones en su curso, siendo la más importante Sisteron.